# Ľubor Kresák
Ľubor Kresák (Topoľčany, 23. kolovoza 1927. – Bratislava, 20. siječnja 1994.), slovački astronom. Suprug astronomkinje Margite Kresákove.
Rodio se u Topolčanima. U Pragu je završio Prirodoslovni fakultet, gdje je stekao naslov doktora prirodnih znanosti 1951. godine. Radio je do 1955. godine na astronomskom opservatoriju na Skalnatom plesu. Tu je usko surađivao s doc. V. Guthom, koji je na nj imao veliki upliv. U to je vrijeme predavao astronomiju na VŠP u Prešovu (1952. – 1955.). 1955. godine stao je na mjestu voditelja odjela međuplanetne tvari astronomskog instituta u Bratislavi te počeo predavati astronomiju na Prirodoslovnom fakultetu. 1957. je stekao naslov znanstvenog kandidata, a četiri godine potom je habilitirao, doktorom znanosti je od 1967. godine i te je godine postao dopisni član Slovačke akademije znanosti i 1988. za dopisnog člana Čehoslovačke akademije znanosti. 1993. godine postao je prvim slovačkim profesrorom astronomije. U Astronomickom ústave obnašao je funkciju pomoćnika voditelja. 
Bavio se praćenju kometa, asteroida i kometa. 1961. je postao predsjedateljem komisije za meteore i meteorite Međunarodne astronomske unije, a od 1973. do 1976. predsjednikom komisije za položaj i kretanje malih planeta, kometa i satelita MAU.
Otkrio je dva kometa: periodični komet 41P/Tuttle-Giacobini-Kresák i neperiodični C/1954 M2 (Kresák-Peltier). 1978. godine iznio je tezu da je Tunguska eksplozija 1908. bila posljedica fragmenta periodičnoga Enckeovog kometa.
Njemu u čast nazvan je asteroid 1849 Kresák. Posmrtno ga je 1997. godine slovački predsjednik Michal Kováč odlikovao držanim odlikovanjem Reda Ľudovíta Štúra I. reda, in memoriam.

## Vanjske poveznice
- Publications by Ľ. Kresák na Astrophysics Data System (eng.)
- GND
- ISNI
- LCCN
- NKC
- SUDOC
- VIAF
- WorldCat